# Nușfalău
Nușfalău (Roemeens), Szilágynagyfalu (Hongaars) is een Roemeense gemeente in het district Sălaj.
De gemeente bestaat uit de dorpen Nușfalău en Bilghez.
Net als de buurgemeenten Boghis en Ip maakt de gemeente deel uit van de Hongaarstalige etnografische regio Szilágyság.

## Bevolking
De gemeente Nușfalău telde tijdens de volkstelling van 2011 in totaal 3600 inwoners. De meerderheid van de bevolking (2494 personen) waren etnische Hongaren.
Voor de dorpen is dit uitgesplits als volgt:
Nușfalău (Szilágynagyfalu)
- Hongaren 2347 (66%)
- Roemenen 437
- Overig 430
- Totaal 3214 inwoners

Bilghez (Bürgezd)
- Hongaren 381 (99%)
- Roemenen 5 (1%)
- Totaal 386 inwoners